# Hangnyeoul (métro de Séoul)
Hangnyeoul (en coréen : 대치역) est une station de passage de la ligne 3 du métro de Séoul. Elle est située dans l'arrondissement de Gangnam-gu à Séoul en Corée du Sud. 

## Situation sur le réseau

Plan du réseau (2023)

## Services aux voyageurs

### Desserte

Installations ligne 3
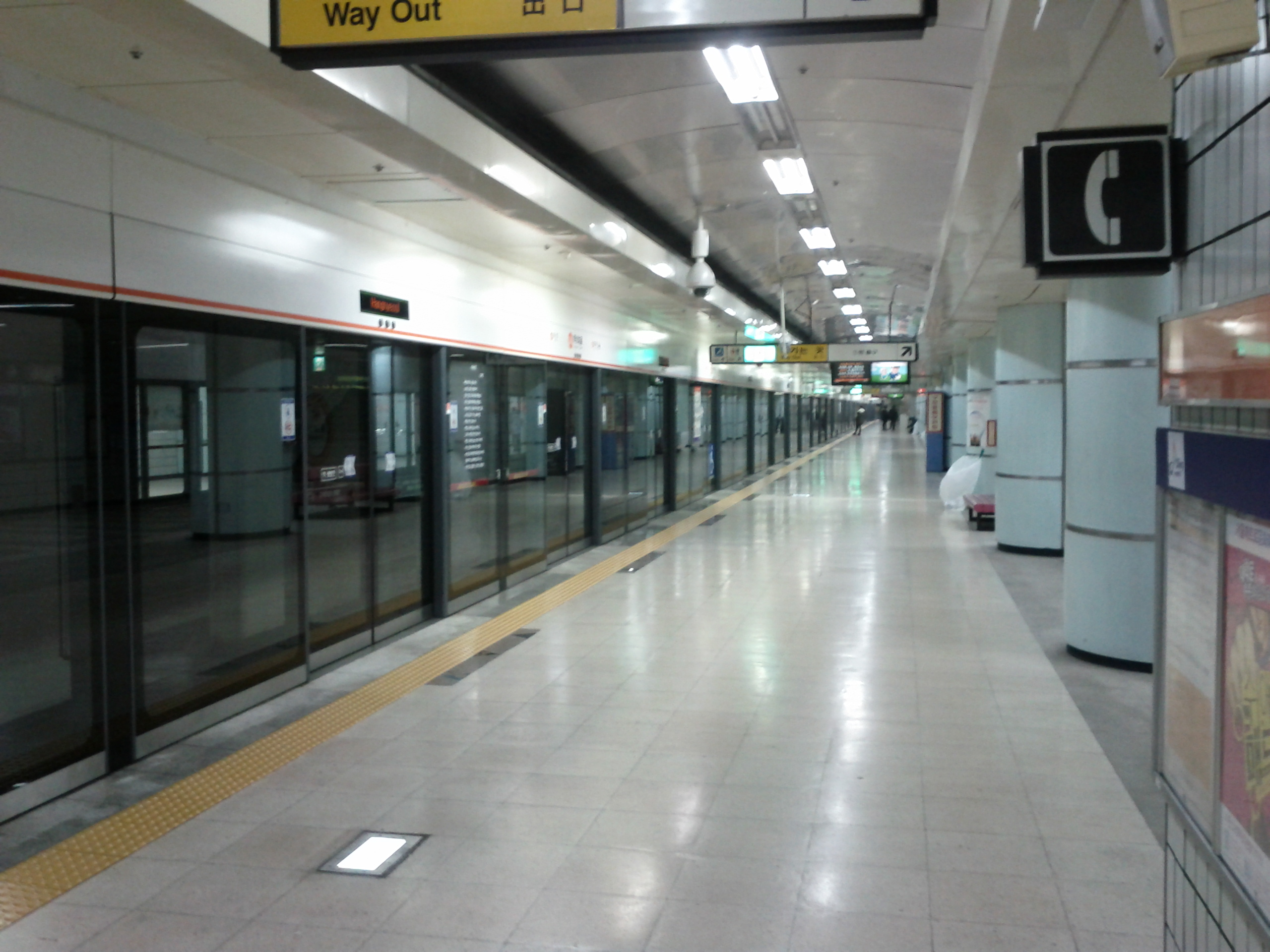
En 2012.
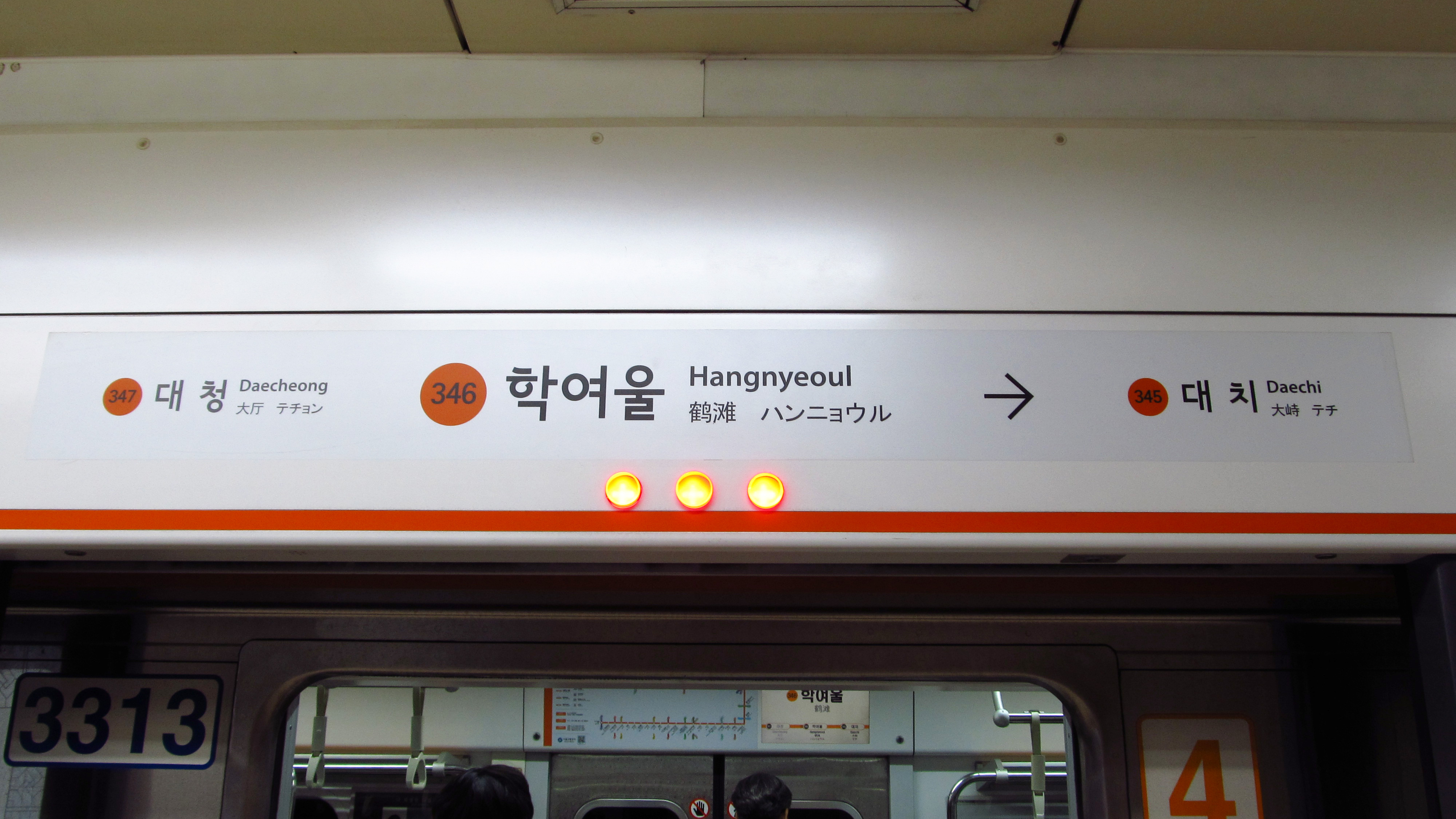
En 2018.
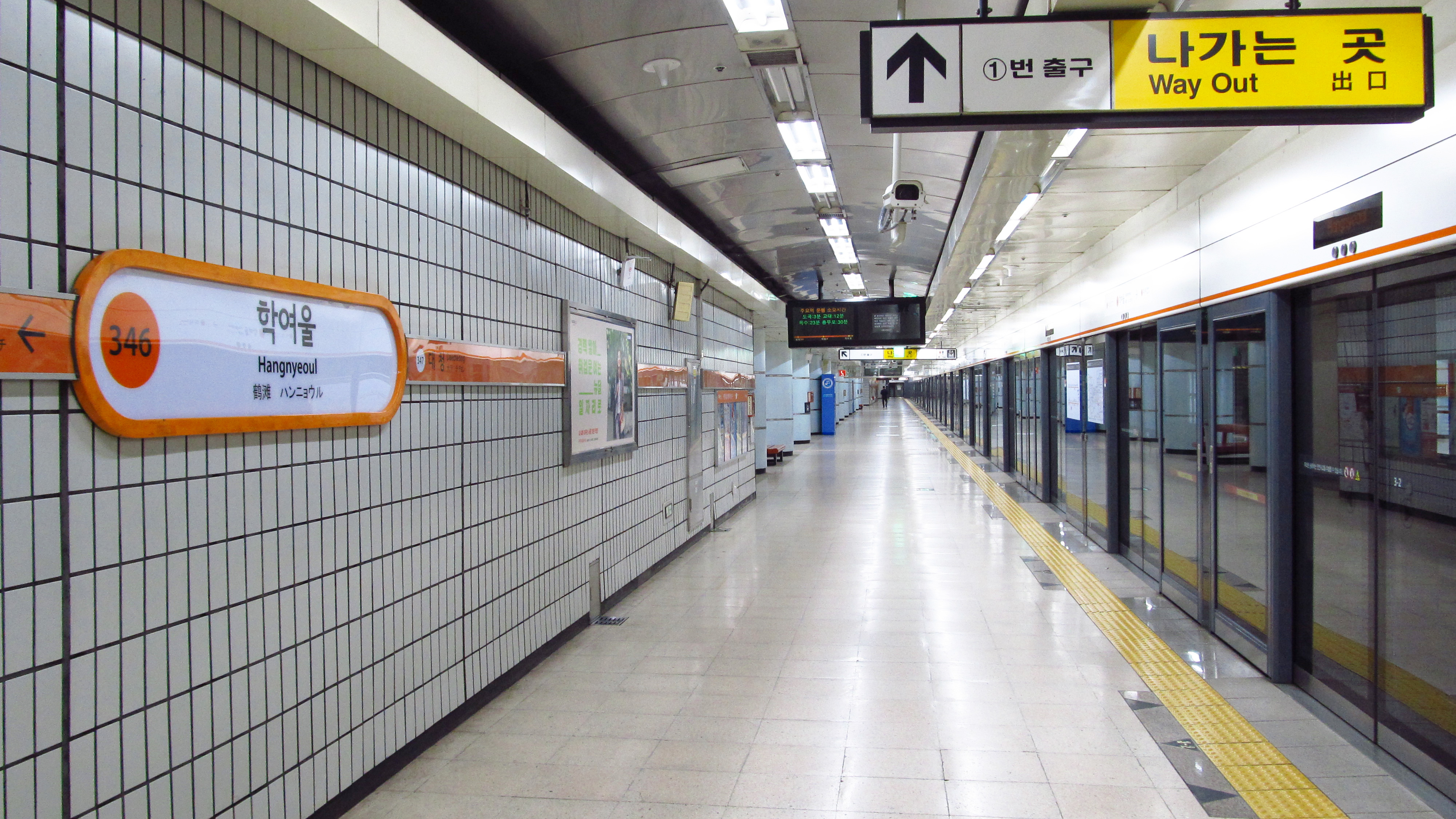
En 2018.